# Solos (série télévisée)
Solos est une mini-série d'anthologie dramatique américaine en sept épisodes d'environ 27 minutes créée par David Weil, produite par Amazon Studios et mise en ligne le 25 juin 2021 sur Amazon Prime Video. Elle met en vedette Morgan Freeman, Anne Hathaway, Helen Mirren, Uzo Aduba, Anthony Mackie, Constance Wu et Nicole Beharie.

## Synopsis
Solos est une série d'anthologies dramatique, qui invite à réfléchir et explore le sens profond du lien humain à travers le prisme de l'individu. Solos met en avant des histoires uniques, chacune racontée du point de vue d'un personnage et à une période différente.

## Distribution
Sauf indication contraire, les informations mentionnées dans cette section peuvent être confirmées par les bases de données cinématographiques IMDb et Allociné,  présentes dans la section « Liens externes ».

### Acteurs principaux
- Anne Hathaway (VF : Caroline Victoria) : Leah
- Anthony Mackie (VF : Jean-Baptiste Anoumon) : Tom
- Helen Mirren (VF : Béatrice Delfe) : Peg
- Uzo Aduba (VF : Virginie Emane) : Sasha
- Constance Wu : Jenny
- Nicole Beharie (VF : Fily Keita) : Nera
- Morgan Freeman (VF : Benoît Allemane) : Stuart (+ voix épisodes 1 à 6)
- Dan Stevens (VF : Laurent Maurel) : Otto (épisode 7)

 Source et légende : version française (VF) sur RS Doublage

## Épisodes
1. LEAH
2. TOM
3. PEG
4. SASHA
5. JENNY
6. NERA
7. STUART